# Friedrich Christian Feustking
Friedrich Christian Feustking (1678 - 1739) est un ecclésiastique, écrivain et librettiste d'opéras allemand.
Il étudia la théologie à l'Université de Wittemberg et se rendit à Hambourg en 1702. Au début de 1705, il obtint une cure à Tolk près de Schleswig. À l'été 1706, il se rendit en Italie.
Feustking a écrit les livrets de plusieurs opéras, dont les premiers composés par le jeune Haendel alors en poste à l'Oper am Gänsemarkt de Hambourg : Almira et Nero.